# Pluteus flammipes
Pluteus flammipes är en svampart som beskrevs av E. Horak 1964. Pluteus flammipes ingår i släktet Pluteus och familjen Pluteaceae.   Inga underarter finns listade i Catalogue of Life.